# Éléonore de Grandmaison
Pour les articles homonymes, voir Grandmaison.
 (septembre 2007).
Si vous disposez d'ouvrages ou d'articles de référence ou si vous connaissez des sites web de qualité traitant du thème abordé ici, merci de compléter l'article en donnant les références utiles à sa vérifiabilité et en les liant à la section « Notes et références ».
Éléonore de Grandmaison (née vers 1620 à Clamecy, France, morte le 22 février 1692 à Québec, Canada), nièce de la duchesse d'Aiguillon, fut un personnage historique d'importance en Nouvelle-France. Elle fut à la fois, seigneuresse, femme d'affaires avertie, épouse active et elle a laissé une très nombreuse descendance, tant en France, qu'en Amérique. 

## Les jalons d'une vie bien remplie
Mariée avant 1639 à Antoine Bourdier de Beauregard, Éléonore de Grandmaison deviendra très tôt veuve de ce premier mari puisqu'elle débarque à Québec en 1641
avec son deuxième mari, François de Chavigny de Berchereau, originaire de Créancey en Champagne. Elle a à ce moment environ 19 ans. Avant son départ pour le Canada, François de Chavigny s'était fait donner par la Compagnie de la Nouvelle-France deux arpents de terre dans la ville de Québec, trente arpents de terre hors la banlieue de Québec et une seigneurie d'une demi-lieue de largeur sur trois lieux de profondeur. Une lieue équivalait alors à environ 3.5 kilomètres. Cette seigneurie était située le long du littoral  nord du fleuve Saint-Laurent, où est située aujourd'hui la municipalité de Deschambault-Grondines, entre les villes de Québec et Trois-Rivières.
Les époux Chavigny de Berchereau choisissent d'abord de s'établir à Sillery où ils résideront quatre années. En 1645 ils se décident à aller vivre dans leur seigneurie de Chavigny à Deschambault où ils resteront trois années. Le Journal des Jésuites mentionne que des missionnaires se rendaient à la seigneurie « pour donner les secours de la religion » à la famille Chavigny.
Mais en 1648, devant les dangers que représentaient les Iroquois qui au cours de l'été avaient effectué plusieurs attaques dans les environs de Trois-Rivières, Éléonore de Grandmaison, son époux François de Chavigny et leurs quatre enfants jugent préférable de s'établir en des lieux plus sûrs. Ils choisissent l'Île d'Orléans. 
Ils obtiennent, en mars 1649, une seigneurie de quarante arpents de front sur toute la largeur de l'Île, sur la pointe ouest de l'Île d'Orléans, face à Québec. C'est ce fief ou seigneurie qui quelques années plus tard prendra le nom de fief de Beaulieu, à l'endroit même où se situe aujourd'hui, le Village de Sainte-Pétronille.
François de Chavigny résidera peu dans sa seigneurie de l'Île d'Orléans puisqu'en 1651, en raison de graves problèmes de santé, il retourne en France. Il semble qu'il mourut en mer au cours de ce voyage.
Veuve avec six enfants à charge, Éléonore de Grandmaison, convolera en troisièmes noces, en août 1652, cette fois avec Jacques Gourdeau sieur de Beaulieu qui donnera son nom au fief susnommé. C'est le Père Chaumonot qui célébra ce mariage, qui semble-t-il, fut le tout premier sur l'Île d'Orléans.
Jacques Gourdeau de Beaulieu eut une fin tragique : il fut tué par un de ses valets, dans sa maison de l'Île d'Orléans, dans la nuit du 29 mai 1663. De nouveau Éléonore de Grandmaison se retrouva veuve avec une nombreuse progéniture : le couple avait eu quatre enfants.
Enfin, en quatrièmes noces, à Québec, le 15 octobre 1663, moins de cinq mois après la mort de Jacques Gourdeau de Beaulieu, Éléonore de Grandmaison unissait sa destinée à un important personnage de la colonie, Jacques de Cailhaut de La Tesserie. Monsieur de la Tesserie, raconte la chronique, fut un véritable père pour les enfants du deuxième et du troisième mariage de sa femme.
Il décéda à Québec le 16 juin 1673 et fut inhumé dans l'église paroissiale. Il n'était âgé que de 44 ans.
Quant à Éléonore de Grandmaison, elle rendit l'âme le 22 février 1692, près de 20 ans après son dernier mari. Elle fut inhumée au cimetière paroissial de Québec. Elle était âgée de 70 ans.

## Hommages
Une rue a été nommée en son honneur, en 1986, dans la ville de Québec.